# 94 Ceti
94 Ceti (auch als HD 19994 katalogisiert) ist ein etwa 73 Lichtjahre entfernter Doppelstern, bestehend aus einem Gelben Zwerg der Spektralklasse F8 und einem Roten Zwerg der Spektralklasse M3. Der Gelbe Zwerg besitzt eine scheinbare Helligkeit von 5,1 mag, der Rote Zwerg von 11,5 mag.
Im Jahre 2000 entdeckte Michel Mayor einen extrasolaren Planeten, der den Unterriesen umkreist und die systematische Bezeichnung 94 Ceti b erhalten hat.